# Ferdinand Demara
Ferdinand Waldo Demara, Jr. (21 de diciembre de 1921 - 7 de junio de 1982) conocido como "El Gran Impostor", fue un impostor que se hizo pasar por muchas personas, desde monjes y cirujanos, hasta funcionarios de prisiones. El tema de la película El gran impostor de 1961 y fue interpretado por Tony Curtis.
Muchos de los empresarios confiados de Demara, bajo otras circunstancias hubieran estado satisfecho con él como empleado. Se dice que poseía una memoria fotográfica verdadera y tuvo fama de tener un coeficiente intelectual extraordinario. Aparentemente, era capaz de memorizar las técnicas necesarias de los libros de texto y trabajó en dos reglas fundamentales: La carga de la prueba recae en el acusador y Cuando se esté en peligro, atacar. Describió su propia motivación como "picardía, picardía pura".

## Primeros años de vida y edad adulta
Demara, conocido localmente como "Fred", nació en Lawrence, Massachusetts en 1921, en 40 Texas Avenue, en el barrio suroeste de Tower Hill Neighborhood. Su padre, Fernando Waldo Demara, nació en Rhode Island y trabajó en el distrito de los teatros antiguos de Lawrence como un operador de cine. En aquellos días, su padre hizo mucha fortuna y vivían en Jackson St., en Lawrence, un distrito de clase alta con muchas de las casas de gran tamaño y las más finas. Sin embargo, era su tío, el Sr. Luis Napoleón Demara, el dueño de los teatros donde el padre de Fred, Fernando, fue un activo miembro del sindicato. En algún momento, durante las primeras etapas de la depresión de la década de 1930, el padre de Fred perdió prácticamente todo lo que tenía y la familia se trasladó a los distritos más pobres de la ciudad. Esto enfureció al joven.
Se escapó de casa a la edad de dieciséis años para unirse a los monjes cistercienses en Rhode Island, donde permaneció por varios años. Se unió al Ejército de Estados Unidos en 1941.

## Suplantación de identidad
Al año siguiente, Demara comenzó sus nuevas vidas pidiendo prestado el nombre de Anthony Ignolia, un compañero del ejército, y se ausentó sin permiso. Después de dos intentos más en los monasterios se unió a la marina. No llegó a la posición que quería, fingió su suicidio y habiendo prestado otro nombre, Robert Linton French, se convirtió en un psicólogo de orientación religiosa. Igualmente, dentro de otros de sus muchos engaños: enseñó psicología en una universidad de Pensilvania, fue celador de un sanatorio de Los Ángeles, asistente de Sheriff, abogado, especialista en niños, guardia de prisión, editor, oncólogo, profesor e instructor en el Colegio de San Martín, en el estado de Washington. El FBI lo atrapó con el tiempo y él sirvió 18 meses en prisión por deserción.
Tras su liberación, asumió una identidad falsa y estudió derecho en la noche en la Universidad del Noreste, luego se unió a los Hermanos de la Instrucción Cristiana de Maine, una orden católica.
Mientras que estuvo en los Hermanos de la Instrucción Cristiana, entró en contacto con un joven médico llamado Joseph C. Cyr., cirujano naval canadiense a quien igual le robó la identidad. Se enroló en el buque de combate Cayuga y participó como cirujano en la guerra de Corea; operó a soldados con tanto éxito que se hizo famoso. Fue descubierto por el verdadero Joseph Cyr, al salir en una revista de medicina. El gobierno canadiense lo expulsó del país.
Demara murió de un infarto de miocardio el 7 de junio de 1982, en Anaheim, California.

## Libros
- Robert Crichton, The Great Impostor (Random House 1959), ISBN 0-394-42714-9.
- Robert Crichton, The Rascal and the Road (Simon & Schuster 1961), ISBN 1-199-39990-6 OCLC 1372850